# Szlovák hadjárat Lengyelország ellen (1939)

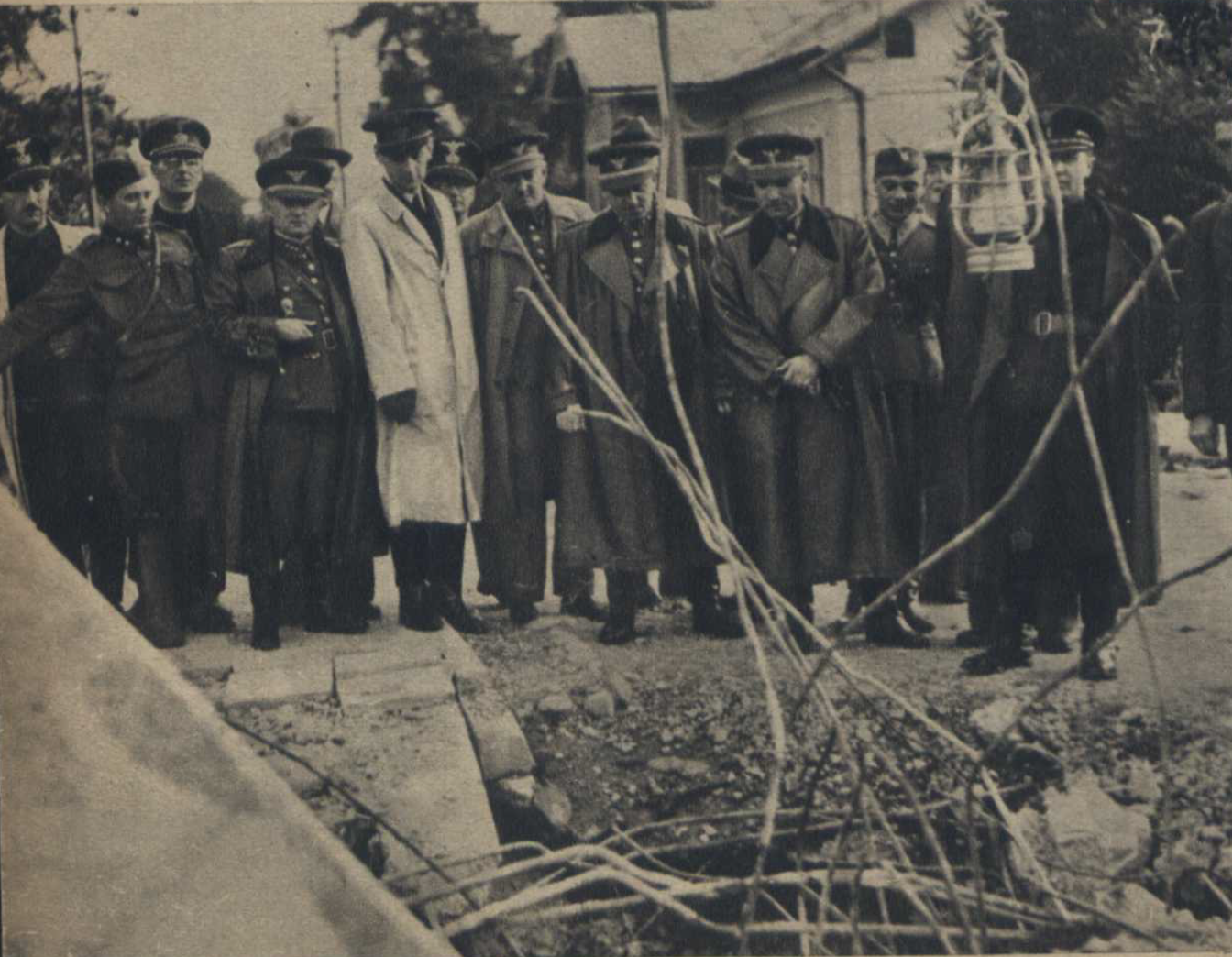
Szlovák és német katonai parancsnokok (köztük Ferdinand Čatloš) az elfoglalt Nowy Targban

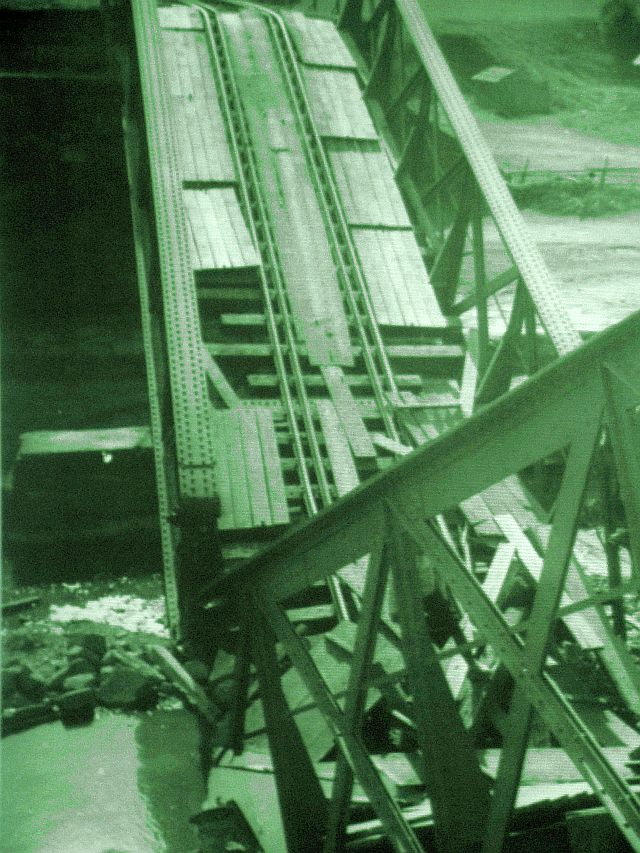
A benyomuló szlovákok által lerombolt híd Dél-Lengyelországban

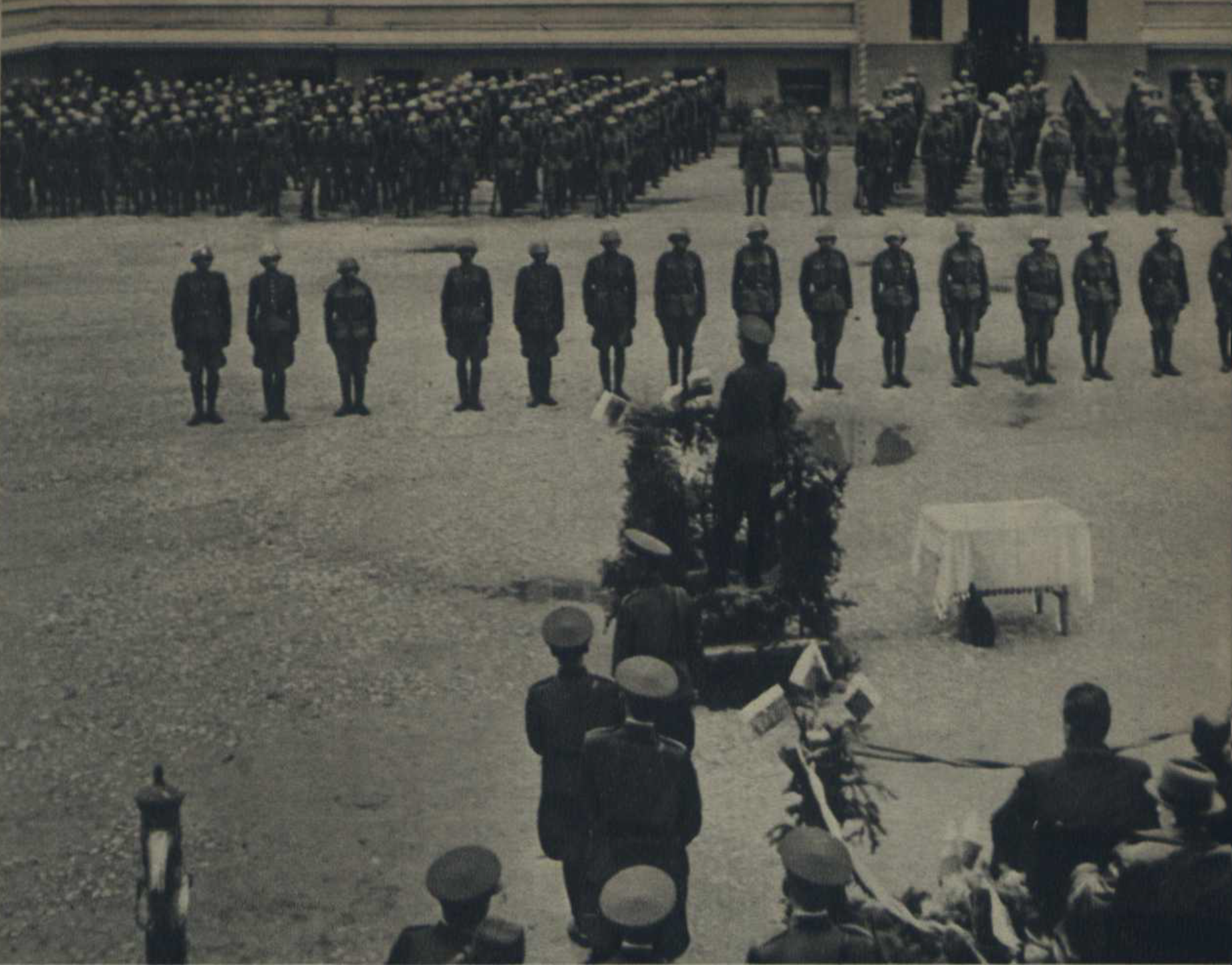
Szlovák győzelmi felvonulás Poprádon

Az 1939-es lengyelországi szlovák hadjárat az az évi lengyelországi német invázió része volt, amit a Hitler által függetlenített szlovák bábállam hadseregének három hadosztálya hajtott végre Dél-Lengyelországban, Krakkó vidékén. Mivel a lengyel hadsereg legnagyobb részét a nyugatról benyomuló Wehrmachttal való harc kötötte le a szlovákok számottevő ellenállással nem találkoztak és csak minimális veszteségeket szenvedtek el, ugyanakkor katonai szereplésük nem is volt jelentős. A szlovák katonai betörést a Wehrmacht 14. hadserege is támogatta.

## Előzmények
Az önálló Szlovákia Csehszlovákiától elszakadva jött létre 1939. március 14-én, a náci Németország csatlósaként és szinte azonnal német befolyás alá került, így lényegében bábállamként működött a második világháború végéig. Területe csak részben foglalta magába a mai (1993 óta létező) Szlovákiát, ugyanis 1938-ban az első bécsi döntés jelentős dél-felvidéki (zömében magyarok lakta) területeket adott át Magyarországnak, amit a magyar honvédség november 2-án azonnal birtokba vett. Az új államnak néhány napos háborút is kellett vívnia déli szomszédjával, noha az állam elnöke Jozef Tiso abban bízott, hogy az esetleges magyar támadást majd német katonai segítséggel háríthatja el. Hitler azonban nem avatkozott bele a konfliktusba.
Szlovákiának apróbb területi nézeteltérése támadt Lengyelországgal is. Az 1938-as müncheni egyezmény értelmében Lengyelország elcsatolhatta Csehszlovákiától Teschent, ugyanakkor egy aprócska határ menti sáv is lengyel kézre került a szlovák–lengyel határon. A lengyel politikai vezetés továbbá támogatta Magyarországot az egykori Felvidéket érintő revíziós törekvésekben, főleg a magyarok lakta régiókban, ami sértette a szlovák politikai vezetőket.
1939. július 20. és július 21. között a szlovák kormány titkos tárgyalásokat folytatott a németekkel. Tiso beleegyezett abba, hogy országa katonai erői részt vesznek a Lengyelország elleni támadásban és Szlovákia területén a Wehrmacht állomásoztathat csapatokat, akik ugyancsak a közös katonai akció résztvevői lesznek. Továbbá a teljes szlovákiai vasúthálózatot használhatták katonai célokra a németek.
Augusztus 26-án kiadták Szlovákiában a mozgósítási parancsot és létrehoztak egy 30 306 főnyi haderőt, amely a Bernolák kódnevet kapta. Behívtak ezenkívül 160 ezer tartalékost, akik közül 115 ezren álltak szolgálatra készen szeptember 20-ig.

## A szlovák haderő összetétele
A lengyelországi akcióra kijelölt haderőcsoportot Ferdinand Čatloš parancsnok és szlovák hadügyminiszter vezette, főhadiszállása Iglón volt (szeptember 8-án áttették az Eperjes melletti Tótsóvárra).
A szlovák hadsereg összetétele:
- 1. Jánošík gyalogoshadosztály (parancsnok: Anton Pulanich, támaszpont: Igló–Eperjes)
- 2. Škultéty gyalogos hadosztály (parancsnok: Alexander Čunderlík, támaszpont: Breznóbánya–Poprád)
- 3. Rázus gyalogos hadosztály (parancsnok: Augustín Malár, támaszpont: Magas-Tátra)

Létrehoztak egy Kalinčiak kódnevű motorizált egységet is szeptember 5-én, négy nappal a háború kitörése után, de az már csak a harcok végeztével érkezett a frontra.
A szlovák haderő a Dél Hadseregcsoport alá volt rendelve, azon belül is a Wilhelm List vezette 14. hadsereghez, ami mutatja, hogy a németek csak másodlagos szerepet szántak a szlovákoknak a hadjáratban. A 14. hadsereg öt gyalogoshadosztállyal, három hegyi hadosztállyal és két páncélos hadosztállyal, valamint a Luftwaffe egyik légi hadosztályával egészítette ki a szlovák hadsereget.
A szlovák haderő elsődlegesen azt a feladatot kapta, hogy hárítson el egy esetleges megelőző csapást, amennyiben a lengyelek megtámadnák a szlovákiai német csapatokat.
A délen gyülekező szlovák-német haderővel szemben a Kazimierz Fabrycy tábornok vezette lengyel Kárpáti hadsereg állt, amely létszámbeli és technikai hátrányban volt: állományát csupán gyalogsági egységek alkották, könnyűtüzérséggel ellátva, harckocsi egységek pedig nem álltak a rendelkezésükre.

## A hadjárat
A szlovák támadás Dél-Lengyelország ellen, előzetes hadüzenet nélkül, szeptember 1-jén, hajnali öt órakor indult. A hadjáratban szlovák részről 50 ezer katona vett részt. Az első hadosztály elfoglalta a lengyelek által megszállva tartott Javorina határ menti települést, majd pedig a lengyel Zakopane városát. A 2. német hegyi hadosztály fedezékében a szlovák hadsereg folytatta az előrenyomulást Nowy Targ felé. Szeptember 4 és szeptember 5 között harcba bocsátkoztak a lengyel hadsereg egységeivel. 30 kilométer megtétele után szeptember 7-én az előre nyomulás megállt. Később a szlovákok visszahúzódtak, de egy zászlóaljnyi ember még szeptember 29-ig maradt Zakopane, Javorina és Szepesgyörke területén.
A 2. szlovák hadosztály tartalékban maradt, ami aztán csak a terep megtisztításában segédkezett a főbb hadműveletek elmúltával. Ehhez csatlakozott az utóbb felállított motoros alakulat is.
A 3. hadosztály Ólublótól a kárpátaljai határig biztosította a szlovák határszakaszt mintegy 170 kilométer hosszan. A hadosztály erői csak kisebb összecsapásokat vívtak a lengyelekkel, az előre nyomulást pedig szeptember 11-én felfüggesztették.
A hadjáratban további 2-3 szlovák légi század is részt vett Ľalia és Lily kódnevekkel, amiket felderítésre, bombázásra és a német egységek támogatására használtak. A harcokban a szlovákok két gépet vesztettek: egyet a lengyel légvédelem lőtt le, egy baleset következtében zuhant le. A hadjáratban a szlovákoknak mindössze egy lengyel gépet sikerült megsemmisíteniük.
A hadjárat vesztesége szlovák részről 37 halott, 114 sebesült és 11 eltűnt. A lengyelek vesztesége halottakat illetően ismeretlen, viszont a szlovák hadsereg a hadjárat során 1350 lengyel civilt ejtett fogságba, melyek közül 1200-at a németeknek, a fennmaradók egy részét pedig a szovjeteknek adták át. Néhányukat a Lest melletti fogolytáborban tartották fogva tovább.

## Következmények
Szeptember végén Szlovákia az összes katonáját kivonta Lengyelországból és a németeknek adták át a helyüket. A szlovákok a maguk részéről sikerként könyvelték el a lengyelországi katonai részvételt és október 5-én győzelmi felvonulást rendeztek Poprádon. A fokozatos leszerelések után október 7-én a Bernolák-hadsereg feloszlott.
A szlovák bábállam elnyert minden olyan területet Lengyelországtól, amely az 1920 óta fennálló csehszlovák-lengyel határvita Szlovákiát érintő kérdéseit képezte. Az állam országgyűlése december 22-én megerősítette az igényét ezekre a területekre. 1945. május 20-án az 1920-ban fennállt határokat húzták meg újból. Lengyelország és Szlovákia között sose került sor békekötésre, mivel Szlovákia hadüzenet nélkül támadta meg a lengyeleket és Szlovákiában a háború végén nem voltak lengyel hadifoglyok.